# Valleruela de Pedraza
Valleruela de Pedraza ist eine Gemeinde (municipio) in der spanischen Provinz Segovia. Sie liegt im Süden der Autonomen Region Kastilien und León, an der Nordwestabdachung der Sierra de Guadarrama. Sie hat 65 Einwohner (Stand: 2024). 

## Geographie
Valleruela de Pedraza liegt etwa 38 Kilometer nordöstlich vom Stadtzentrum von Segovia in einer Höhe von ca. 1100 m. 
Valleruela de Pedraza befindet sich innerhalb der Zone des kontinentalen mediterranen Klimas.

## Bevölkerungsentwicklung
| Jahr      | 1970 | 1981 | 1991 | 2001 | 2011 | 2021 |
| Einwohner | 137  | 87   | 75   | 64   | 80   | 73   |

## Sehenswürdigkeiten
- Christopheruskirche

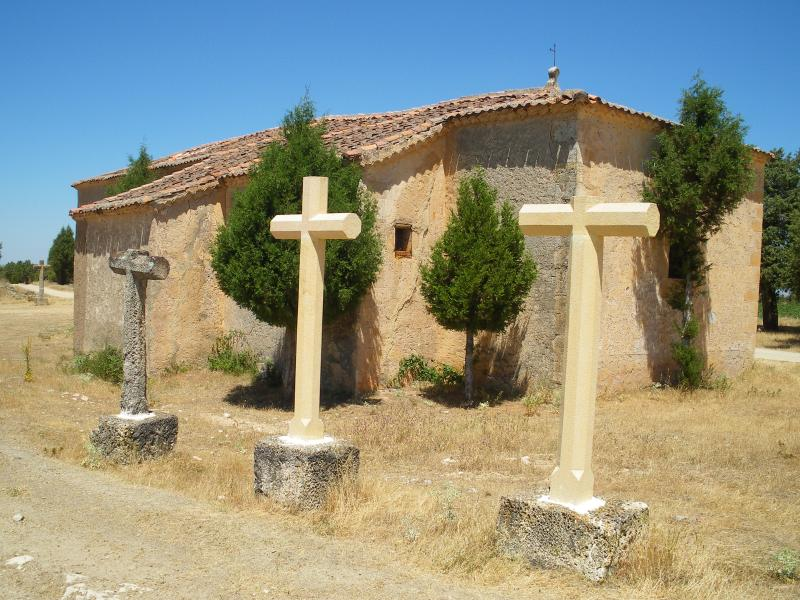
Marienkapelle

- Marienkapelle